# خودت را خواهی شناخت
«خودت را خواهی شناخت» (به فرانسوی: Tu te reconnaîtras) ترانه‌ای به زبان فرانسوی است که آن-ماری داوید با آن در یوروویژن ۱۹۷۳ شرکت کرد و به نمایندگی از لوکزامبورگ برندهٔ آن دوره از مسابقات شد. این دومین سال پیاپی بود که نمایندهٔ لوکزامبورگ، فاتح مسابقات یوروویژن می‌شد. داوید که در آن زمان ۲۱ ساله بود با کسب ۱۲۹ امتیاز موفق شد با فاصلهٔ بسیار اندک رقبایش از اسپانیا و بریتانیا را پشت سر بگذارد. برنده شدن در یوروویژن سرآغاز خوانندگی حرفه‌ای او شد و پس از آن بود که به صحنه‌های بین‌المللی راه پیدا کرد.
«خودت را خواهی شناخت» در زمان انتشارش در بلژیک شمارهٔ ۱ جدول اولتراتاپ (والونیا) شد و در فرانسه و نروژ دومین ترانهٔ پُرفروش روز بود. این قطعه در پایان سال ۱۹۷۳ با فروش بیش از ۲۵۰/۰۰۰ نسخه، چهلمین ترانهٔ برتر فرانسه در آن سال شد.

## موقعیت در چارت‌های موسیقی
| چارت (۱۹۷۳)                     | بالاترین جایگاه |
| ------------------------------- | --------------- |
| بلژیک (اولتراتاپ ۵۰ فلاندرز)    | ۶               |
| بلژیک (اولتراتاپ ۵۰ والونی)     | ۱               |
| هلند (۱۰۰ تک‌آهنگ برتر)          | ۲               |
| نروژ (وی‌جی-لیستا)               | ۲               |
| سوئیس (شوایزر هیت‌پاراد)         | ۷               |
| آلمان غربی (جدول‌های رسمی آلمان) | ۴۰              |